# Красный Октябрь (Илишевский район)
Красный Октябрь (баш. Красный Октябрь) — деревня в Илишевском районе Республики Башкортостан Российской Федерации. Входит в состав Старокуктовского сельсовета.

## География

### Географическое положение
Расстояние до:
- районного центра (Верхнеяркеево): 9 км,
- центра сельсовета (Старокуктово): 5 км,
- ближайшей ж/д станции (Буздяк): 118 км.

## Население
| 2002 | 2009 | 2010 |
| ---- | ---- | ---- |
| 156  | ↗159 | ↘154 |

Национальный состав
Согласно переписи 2002 года, преобладающая национальность — марийцы (93 %).